# Morti nel 1605
| Questa pagina contiene informazioni ricavate automaticamente dalle voci biografiche con l'ausilio del template Bio e di un bot. L'aggiornamento è periodico e automatico e ricostruisce completamente la pagina. Se manca una persona in questa lista, sei pregato di non aggiungerla, ma accertati piuttosto che la sua voce biografica contenga il template Bio e che i dati anagrafici siano correttamente compilati. Se il template Bio manca, inseriscilo tu stesso o, in alternativa, metti l'avviso {{tmp\|Bio}} che ne segnala la mancanza. Se i dati riportati sono sbagliati, correggi direttamente la voce biografica; le modifiche saranno visibili in questa lista entro pochi giorni. Per chiarimenti vedi il progetto biografie. La lista contiene solo le 88 persone che sono citate nell'enciclopedia e per le quali è stato implementato correttamente il template Bio. Pagina aggiornata al 4 gen 2025. |

## Gennaio(1)
- 16 gennaio - Eitel Federico IV di Hohenzollern, conte (n. 1545)

## Febbraio(5)
- 5 febbraio - Edward Stafford, politico e diplomatico inglese (n. 1552)
- 11 febbraio - Ferrante Gonzaga, condottiero italiano (n. 1550)
- 19 febbraio - Orazio Vecchi, compositore italiano (n. 1550)
- 24 febbraio - Girolamo Simoncelli, cardinale e vescovo cattolico italiano (n. 1522)
- 26 febbraio - Giorgio III di Erbach-Breuberg, nobile tedesco (n. 1548)

## Marzo(7)
- 3 marzo - Papa Clemente VIII, papa, vescovo cattolico e cardinale italiano (n. 1536)
- 7 marzo - Basilio Pignatelli, monaco cristiano e vescovo cattolico italiano (n. 1548)
- 12 marzo - Alessandro II di Cachezia, re (n. 1527)
- 17 marzo - Bernardino Morra, vescovo cattolico italiano (n. 1549)
- 19 marzo - Daniyal Mirza, principe e poeta indiano (n. 1572)
- 26 marzo - Jakob Ayrer, drammaturgo tedesco (n. 1544)
- 31 marzo - Wolfgang Unverzagt, nobile e politico austriaco (n. 1535)

## Aprile(7)
- 5 aprile - John Stow, storico e antiquario inglese
- 10 aprile - Alberto VII di Schwarzburg-Rudolstadt, nobile tedesco (n. 1537)
- 16 aprile - Giorgio Picchi il Giovane, pittore italiano
- 23 aprile - Boris Fëdorovič Godunov, sovrano russo (n. 1552)
- 25 aprile - Naresuan, militare siamese (n. 1555)
- 27 aprile - Girolamo Agucchi, cardinale italiano (n. 1555)
- 27 aprile - Papa Leone XI, papa, vescovo cattolico e cardinale italiano (n. 1535)

## Maggio(6)
- 2 maggio - Leonardo Abela, vescovo cattolico maltese (n. 1541)
- 4 maggio - Ulisse Aldrovandi, naturalista, botanico e entomologo italiano (n. 1522)
- 5 maggio - Shah Begum, principessa indiana (n. 1570)
- 10 maggio - Casimiro VI di Pomerania, nobile tedesco (n. 1557)
- 15 maggio - Ayşe Sultan, principessa ottomana (n. 1565)
- 31 maggio - Paolo Emilio Zacchia, cardinale italiano (n. 1554)

## Giugno(4)
- 3 giugno - Jan Zamoyski,  polacco (n. 1542)
- 3 giugno - Camillo da Correggio, nobile e militare italiano (n. 1533)
- 20 giugno - Fëdor II di Russia, sovrano russo (n. 1589)
- 20 giugno - Marija Grigor'evna Skuratova-Bel'skaja,  russa

## Luglio(7)
- 2 luglio - Ludovico I di Sayn-Wittgenstein, nobile tedesco (n. 1532)
- 16 luglio - Giovanni Francesco Biandrate di San Giorgio Aldobrandini, cardinale, vescovo cattolico e giurista italiano (n. 1545)
- 18 luglio - Giovanni di Sassonia-Weimar, duca (n. 1570)
- 19 luglio - Hayashi Narinaga, militare giapponese (n. 1517)
- 24 luglio - Oda Hidenobu, militare giapponese (n. 1580)
- 24 luglio - Matteo Zane, politico, diplomatico e patriarca cattolico italiano (n. 1545)
- 27 luglio - Gabriele Busca, architetto e ingegnere militare italiano

## Agosto(4)
- 1º agosto - Edmund Anderson, giurista inglese (n. 1530)
- 1º agosto - Tommaso Welbourne, insegnante inglese
- 4 agosto - Carlo I d'Elbeuf, nobile francese (n. 1556)
- 19 agosto - Aires de Saldanha, militare e politico portoghese (n. 1542)

## Settembre(4)
- 2 settembre - Emanuele Quero Turillo, vescovo cattolico spagnolo (n. 1554)
- 21 settembre - Cristofano dell'Altissimo, pittore italiano (n. 1525)
- 24 settembre - Juan de Gante, vescovo cattolico spagnolo
- 26 settembre - Marta Tana (n. 1550)

## Ottobre(8)
- 5 ottobre - Pierre Simons, vescovo cattolico belga (n. 1538)
- 9 ottobre - Carlo Emanuele Teodoro Trivulzio, nobile e condottiero italiano (n. 1565)
- 13 ottobre - Teodoro di Beza, teologo francese (n. 1519)
- 22 ottobre - Costantino I di Cachezia, re (n. 1567)
- 26 ottobre - Flaminio Vacca, scultore italiano (n. 1538)
- 27 ottobre - Akbar, sovrano (n. 1542)
- 30 ottobre - George Clifford, III conte di Cumberland, politico e corsaro inglese (n. 1558)
- 31 ottobre - Dorothy Bray, nobildonna inglese (n. 1524)

## Novembre(7)
- 1º novembre - Yamauchi Kazutoyo, militare giapponese (n. 1546)
- 2 novembre - Giovanni Stradano, pittore fiammingo (n. 1523)
- 7 novembre - Flaminio Delfini, militare italiano (n. 1552)
- 8 novembre - Robert Catesby, politico britannico (n. 1572)
- 8 novembre - Thomas Percy, politico inglese (n. 1560)
- 9 novembre - Handan Sultan,  bosniaca
- 14 novembre - Anna Maria di Anhalt, nobile tedesca (n. 1561)

## Dicembre(4)
- 3 dicembre - Gregorio Pagani, pittore italiano (n. 1559)
- 23 dicembre - Francis Tresham, nobile inglese
- 25 dicembre - Marino Grimani, doge (n. 1532)
- 29 dicembre - John Davis, esploratore inglese (n. 1550)

## Senza giorno specificato(24)
- Jawdar Pascià, generale spagnolo
- Küçüm, condottiero
- Pedro de Zubiaur, militare e ammiraglio spagnolo (n. 1540)
- Aharon Abayuv, rabbino e teologo turco (n. 1535)
- Diogo Bernardes, poeta portoghese (n. 1530)
- Giovanni Maria Bernardoni, gesuita e architetto italiano (n. 1541)
- Felice Brusasorzi, pittore italiano (n. 1539)
- Lelio Buzzi, architetto italiano
- Cristoforo Castiglione, nobile e militare italiano
- Scipione Cicala, corsaro, condottiero e navigatore ottomano
- Leonardo Corona, pittore italiano (n. 1561)
- Giovanni Dalle Armi, religioso italiano
- Elizabeth Knollys, nobildonna inglese (n. 1549)
- Filiberto Lantelmi, musicista e compositore italiano
- Giacomo Lauro, pittore italiano (n. 1550)
- Giovanni Ermanno Ligozzi, pittore italiano (n. 1525)
- Alessandro Lisca, giurista italiano
- Jean Riolan, medico francese (n. 1539)
- Bernardino II di Savoia-Racconigi, marchese (n. 1540)
- Alessandro Turamini, giurista, filosofo e scrittore italiano (n. 1556)
- Antonio Valeriano, politico azteco
- Louis d'Alagon, politico francese
- Pontus de Tyard, poeta, filosofo e vescovo francese (n. 1521)
- Ōtomo Yoshimune, militare giapponese (n. 1558)